# Diplocolenus bohemanni
Diplocolenus bohemanni är en insektsart som beskrevs av Zetterstedt 1840. Diplocolenus bohemanni ingår i släktet Diplocolenus och familjen dvärgstritar. Inga underarter finns listade i Catalogue of Life.